# Armand Preud'homme-museum
Het Armand Preud'homme-museum was van 1990 tot 2018 een museum aan de Kloosterstraat 37 in de Belgische stad Peer.
Het museum was samen met het Heemkundig Museum gevestigd in het geboortehuis van de Vlaams-nationalistische componist en liedschrijver Armand Preud'homme, welke in 1986 te Brasschaat overleed.
Dit pand was een onderwijzerswoning, want Armands vader was schoolhoofd van de gemeentelijke jongensschool. Het werd in 1861 voltooid en architect was Herman Jaminé.
In 1990 werd hier het Armand Preud'homme- en Heemkundig Museum gevestigd. Het Heemkundig Museum ging verder als Dulle Grietmuseum. Een gedenkplaat bij de deur toont de tekst: Hier zong Armand Preud'homme zijn eerste Kempenlied.
In het Armand Preud'homme-museum waren herinneringen aan de componist te zien, zoals zijn vleugelpiano, partituren, krantenknipsels en andere geschriften.
Het aantal bezoekers was in 2018 zodanig geslonken, dan de gemeente beide musea in 2018 sloot.